# Garganta de los Montes
Garganta de los Montes település Spanyolországban, Madrid tartományban. Garganta de los Montes Lozoyuela-Navas-Sieteiglesias, Valdemanco, Bustarviejo, Canencia, Gargantilla del Lozoya y Pinilla de Buitrago és Buitrago del Lozoya községekkel határos. Lakosainak száma 416 fő (2024).

## Népesség
A település népessége az utóbbi években az alábbiak szerint változott:
| Lakosok száma | 317  | 356  | 392  | 397  | 396  | 382  | 331  | 347  | 395  | 416  |
|               | 2001 | 2004 | 2007 | 2009 | 2012 | 2014 | 2017 | 2019 | 2022 | 2024 |